# Michael Ellis (Bischof)
Michael Ellis OSB (* 8. September 1652 in Waddesdon, Aylesbury, Buckinghamshire, England als Philip Ellis; † 16. November 1726 in Segni, Kirchenstaat) war ein englischer Geistlicher.

## Leben
Philip Ellis war der Sohn von John Ellis, Rektor von Waddesdon, und dessen Frau Susannah Welbore. Er war ein Nachkomme der Familie Ellis aus Kiddall Hall, Yorkshire. Seine Brüder waren John, der unter Wilhelm III. Unterstaatssekretär war, William ein jakobitischer Protestant, der unter Jakob II. Außenminister war, Welbore, der protestantischer Bischof von Kildare und später von Mearth in Irland war, Samuel, der Court of King’s Bench war, sowie Charles, der anglikanischer Geistlicher war.
Noch während seiner Schulzeit in Westminister konvertierte Philip Ellis zum Katholizismus. Mit 18 Jahren trat er in Gregory Priory in Douai in Frankreich ein und nahm den Ordensnamen Michael an. Am 30. November 1670 legte er die Ordensprofess ab und wurde kurz darauf zum Priester geweiht. 1685 kehrte er als Missionar nach England zurück.
Papst Innozenz XI. errichtete am 30. Januar 1688 aus dem Apostolischen Vikariat von England das Apostolische Vikariat of Western District. Bereits zwei Tage zuvor ernannte er Ellis zu dessen Apostolischem Vikar und zum Titularbischof von Aureliopolis in Asia. Am 16. Mai 1688 spendete Ferdinando D’Adda, Apostolischer Nuntius beim englischen König, Ellis in königlichen Kapelle des St James’s Palace die Bischofsweihe. Mitkonsekratoren waren John Leyburn (1615–1702), Apostolischer Vikar des London District, und Bonaventure Giffard (1642–1734), Apostolischer Vikar des Midland District. Während der Glorious Revolution 1688 wurde er inhaftiert. Nach seiner Befreiung lebte er im Schloss Saint-Germain-en-Laye und später in Rom. 1696 wurde er zum Päpstlicher Thronassistenten ernannt. In Rom machten ihn seine Kenntnisse der englischen Angelegenheiten so nützlich, dass seine wiederholte Bitte um Rückkehr in sein Vikariat abgelehnt wurden.
Im Februar 1705 nahm Papst Clemens XI. seinen Rücktritt als Apostolischer Vikar an und ernannte Andrew Giffard zu seinem Nachfolger, der das Amt aber niemals antrat. Am 3. Oktober 1708 ernannte er Michael Ellis zum Bischof von Segni in der Nähe von Rom. Am 28. Oktober 1708 wurde er als Bischof inthronisiert. Ein bemerkenswertes Überbleibsel seines englischen Titels ist eine Inschrift in Segni, die „Ph. M. Mylord Ellis“ lautet.

## Schriften
Elf Predigten, die 1685 und 1686 vor König Jakob II., Königin Maria von Modena und Königinwitwe Katharina von Braganza gehalten wurden, wurden in Broschürenform veröffentlicht.